# El Barrial, Tabasco
El Barrial är en ort i Mexiko.   Den ligger i kommunen Jonuta och delstaten Tabasco, i den sydöstra delen av landet, 800 km öster om huvudstaden Mexico City. El Barrial ligger 4 meter över havet och antalet invånare är 484.
Terrängen runt El Barrial är mycket platt. Runt El Barrial är det ganska glesbefolkat, med 27 invånare per kvadratkilometer. Närmaste större samhälle är Playa Larga, 13,9 km öster om El Barrial. Omgivningarna runt El Barrial är en mosaik av jordbruksmark och naturlig växtlighet.